# Lothar Baumgarten
Lothar Baumgarten (Rheinsberg, 5 ottobre 1944 – Berlino, 2 dicembre 2018) è stato un artista tedesco.

## Biografia
Baumgarten ha studiato nel 1968 alla Staatlichen Akademie für bildende Künste Karlsruhe e dal 1961 al 1971 alla Kunstakademie Düsseldorf; per un anno fu allievo di Joseph Beuys, dal quale derivano in parte le idee antroposofiche visibili nella sua opera. Nel 1972 ebbe la prima personale presso la galleria Konrad Fischer a Düsseldorf.
Baumgarten, a partire dal 1994, è stato Professore alla Universität der Künste di Berlino, città dove viveva e lavorava.

## Premi (selezione)
- 1984: Goldener Löwe der Biennale Venedig
- 1996: Lichtwark-Preis der Stadt Hamburg
- 2003 : mfi-Preis Kunst am Bau

## Mostre(selezione)
- 1972: documenta 5, Kassel
- 1982: documenta 7, Kassel
- 1984: Von hier aus - Zwei Monate neue deutsche Kunst in Düsseldorf
- 1992: DOCUMENTA IX, Kassel
- 1997: documenta X, Kassel

## Opere(Selezione)
DOCUMENTA IX 1992, Kassel
- Entenschlaf (Der große Metaphysiker)
- Entenschlaf (Wegwurf)

Solomon R. Guggenheim Museum, New York
- Wandmalerei America Invention

Migros Museum für Gegenwartskunst
- Innenhofgestaltung des Bundespräsidialamts mit Majolikas und Terrazzoarbeiten, 2003

## Libri
- Lothar Baumgarten: Eklipse. Richter Verlag
- Lothar Baumgarten: America Invention. Schirmer/Mosel, 1997